# Alamir Biacamilá
Alamir Biacamilá (em árabe: الآمر بأحكام الله, lit. 'Al-Āmir bi'Aḥkāmi l-Lah') foi o décimo califa fatímida e reinou entre 1101 e 1130. Ele é reconhecido como o 20º imame pelos muçulmanos xiitas ismailitas da seita mustalitas.

## Biografia
Como seu pai, Almostali (r. 1094–1101), Alamir foi controlado pelo seu regente e vizir Lavendálio (1094–1121) e teve pouca influência sobre os assuntos de estado. Porém, após a queda de Lavendálio em 1121, ele conseguiu tomar o controle do governo. Seu reinado, porém, foi manchado pela perda de Tiro, no Líbano, para os cruzados, além da continuação do cisma entre os nizaris e os mustalitas (partidários dos dois irmãos filhos de Almostancir, Nizar e Almostali, respectivamente). O conflito atingiu o seu ápice no assassinato do califa Alamir em 7 de outubro de 1130.
Sua morte provocou ainda mais conflitos pelo poder, através dos quais Hafiz, um primo de Alamir, eventualmente ascendeu ao poder. Um novo cisma nasceu quando os taiabidas alegaram que Taiabe Abi Alcacim, o filho de quatro anos de Alamir seria o sucessor legítimo como imame.